# 斷脊佛州節蜱
斷脊佛州節蜱（学名：Floracarus abruptus）为節蜱科佛州節蜱屬下的一个种。